# Паредес, Луис
Лу́ис Андре́с Паре́дес Бустама́нте (исп. Luis Andrés Paredes Bustamante; род. 13 июня 2001, Араука) — колумбийский футболист, нападающий клуба «Мильонариос».

## Клубная карьера
Паредес — воспитанник клуба «Мильонариос». 19 февраля 2023 года в матче против «Хагуарес де Кордова» он дебютировал в Кубке Мустанга. 19 марта в поединке «Рионегро Агилас» Луис забил свой первый гол за «Мильонариос». 24 мая в матче Южноамериканского кубка против уругвайского «Пеньяроля» он забил гол. В своём дебютном сезоне игрко помог клубу выиграть чемпионат. 

## Достижения
Клубные
 «Мильонариос»
- Победитель Кубка Мустанга — Апертура 2023